# Marco Grimani
Marco Grimani (Venetië, circa 1494 – Rome, juli 1544) was procurator van San Marco (1522-1529) in de republiek Venetië en patriarch-elect van Aquileia (1529-1533). Na een tussencarrière als admiraal in de zeeslag bij Preveza (1537) was hij pauselijk ambassadeur in het koninkrijk Schotland (1543-1544).

## Levensloop

### Jonge patriciër
Grimani behoorde tot een familie van patriciërs in de republiek en de stad Venetië. Zijn ouders waren Girolamo di Antonio Grimani en Elena di Francesco Priuli. Zijn familie bereikte recent de hoogste ambten in de republiek en de Roomse Kerk. Zijn oom Domenico Grimani werd kardinaal in 1508 toen Marco Grimani een tiener was. Het waren zowel zijn oom als zijn welstellende grootvader Antonio Grimani die het familiefortuin opbouwden en de carrière van Grimani en zijn broers invulden.
Van Grimani is niet bekend of hij scholing volgde. Hij liet zich opmerken op banketten, kermissen, dansfeesten en op het carnaval van Venetië. In 1514 werd Grimani lid van de Grote Raad van de Republiek. Hij huwde in 1517 met Bianca Foscari op een weelderige bruiloft. In 1518 stierf Grimani’s vader en als gevolg diende hij zijn uitgaven drastisch in te perken. Dit keerde om in 1521: grootvader Antonio Grimani bereikte het toppunt van zijn carrière met de verkiezing tot doge (1521). Grimani verhuisde prompt naar het dogepaleis bij zijn grootvader. Daar nam hij deel aan parades en feesten. Zijn broer Marino Grimani was patriarch van Aquileia en zijn broer Giovanni Grimani bisschop van Ceneda. Grimani vergezelde zijn oom kardinaal Domenico Grimani naar Rome in 1521. De pausverkiezing na de dood van paus Leo X verliep erg gespannen. In de hofhouding van kardinaal Grimani leefde het verlangen dat een pausverkiezing erin zat, want Venetiaanse kardinalen hadden zich verbonden met de Franse kardinalen. De teleurstelling was groot toen Adriaan Floriszoon Boeyens uit Utrecht tot paus Adrianus VI werd verkozen. De familie Grimani verweet de familie Cornero, een ander patriciërsgeslacht uit Venetië, een gebrek aan steun tijdens het conclaaf. In het bijzonder moest kardinaal Marco Cornero het ontgelden.

### Procurator van San Marco

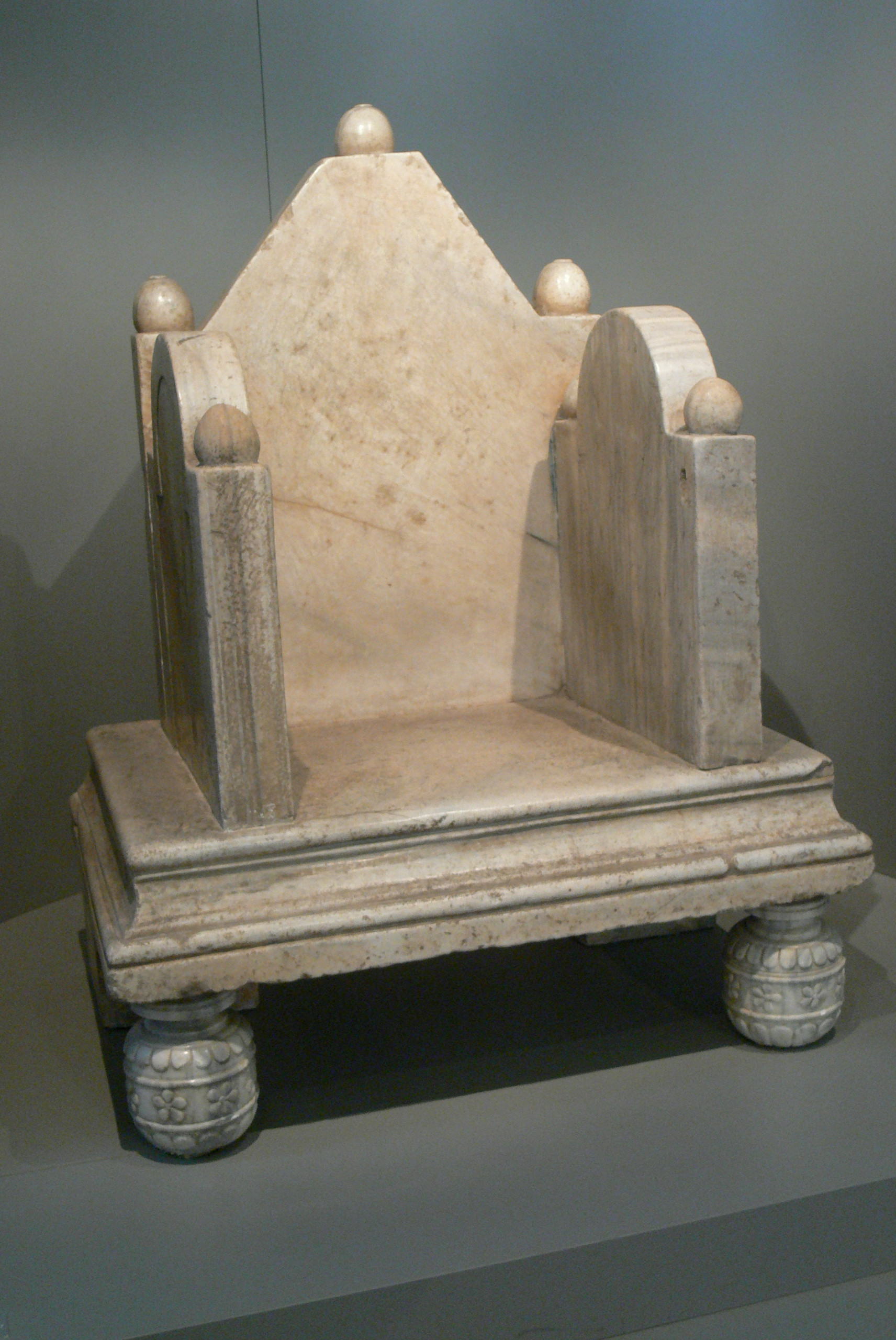
Patriarchentroon van Aquileia

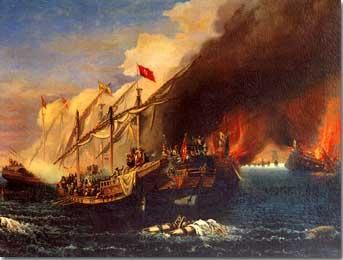
Zeeslag bij Preveza (1538)

In hetzelfde jaar 1522 verwierf Grimani het ambt van procurator van San Marco, een belangrijk bestuursambt. Grimani was vaak de genodigde op feesten. Het carnaval van 1526 liep uit de hand toen hij een haan met afgesneden veren, symbool van de mislukkingen van Frankrijk, de feestdis liet vernielen. Minder feestelijk verliep het Grimani tijdens zijn bezoek aan Rome in 1527: Rome viel ten prooi aan plunderingen tijdens de Sacco di Roma. Samen met prinses Eleonara Gonzaga, zijn hospita, vluchtte Grimani weg op een sloepje op de Tiber. Nadien verbleef hij nog aan het pauselijk hof in Orvieto. De Signoria in Venetië maakte zich zorgen over de schuldenberg van Grimani (1528). In 1529 trad Grimani af als procurator van San Marco.

### Patriarch van Aquileia
Grimani, intussen weduwnaar geworden, ging voor een kerkelijke carrière. Zijn broer Marino Grimani, ondertussen kardinaal, deed afstand van het patriarchaat van Aquileia ten voordele van hem (1529). De Senaat van Venetië bevestigde dit en ’s anderendaags had Grimani alle schulden vereffend met de schatkist, inclusief de achterstallen en de geschillen. Grimani liet het bestuur van het patriarchaat over aan hulpbisschoppen. Grimani werd nooit tot bisschop of priester gewijd. Vandaar was Grimani's titel patriarch-elect.
Na het carnaval van 1531 vertrok Grimani op pelgrimstocht naar het Heilig Land; hij bezocht in Constantinopel sultan Süleyman I. Süleyman I meldde hem dat zijn vloot op het punt stond de Pauselijke Staat aan te vallen. Grimani reisde naar Rome om paus Clemens VII te verwittigen. Deze lichtte Europese vorsten in en versterkte enkele pauselijke steden aan de Adriatische kust. Toen de invasie in 1532 uitbleef, verliet Grimani Rome. Patriarch Grimani had in Rome nog het huwelijk geregeld van zijn dochter Elena. Hij trad af als patriarch-elect (1533). Zijn broer Marino nam opnieuw bezit van de patriarchentroon van Aquileia voor een tweede ambtsperiode.
Van 1534 tot 1536 reisde Grimani door het Heilig Land, alsook naar Damascus en Egypte. Hij mat de afmetingen van de piramide van Cheops en noteerde ze in zijn dagboek.

### Admiraal
Terug in Venetië brak een schandaal uit rond zijn persoon (1536-1537). Het privéleven van de voormalige patriarch was bekend geworden nadat brieven van zijn broer kardinaal Marino Grimani publiek gelekt waren. Paus Paulus III kwam tussenbeide en duwde Grimani in de rol van admiraal van de Venetiaanse vloot. De paus had een alliantie gesmeed, de Heilige Liga (1538), om de Ottomaanse vloot te bevechten. Grimani had niets van ervaring met scheepvaart. Nochtans had hij de leiding over 36 galeien die bekostigd waren door de Venetiaanse schatkist. Grimani smeet zich op de wapenuitrusting van de galeien en voer met zijn vloot eerst op bedevaart naar Loreto. In 1538 was de vloot van de Venetianen in Korfoe, een kolonie van Venetië. Het geheel van de pauselijke vloot stond onder bevel van Andrea Doria, admiraal van de republiek Genua. De geallieerde vloot verloor de Zeeslag bij Preveza (1538) voor de Griekse kust.
De alliantie van de paus viel uiteen en de Venetianen onderhandelden afzonderlijk met de Ottomanen voor vrede. Grimani wisselde zijn leven af tussen banketten in Venetië en bedevaarten naar Wenen en Santiago de Compostela.

### Diplomaat
Paus Paulus III benoemde hem in 1543 tot legaat in Schotland. Het koninkrijk Schotland kende een moeilijke periode na de dood van de katholieke vorst Jacobus V. De Engelsen vielen Schotland binnen in wat de Rough Wooing veldtochten heet. Grimani reisde eerst naar Parijs, waar hij zich van de steun verzekerde van koning Frans I. De Schotse regentes Maria van Guise voerde het verzet tegen de Engelsen; Grimani hielp haar met de kerkelijke tienden op te halen om de strijd te bekostigen. Grimani verbleef in Schotland van 1543 tot 1544.
Via de haven van Brescia reisde hij naar Rome, in de hoop op een kardinaalshoed zoals zijn broer en oom er een hadden. Zijn huisraad en kledij zond hij naar Venetië. Zo trok hij naar Rome (1544). Hij stierf er in duistere omstandigheden ergens in de loop van de maand juli 1544.

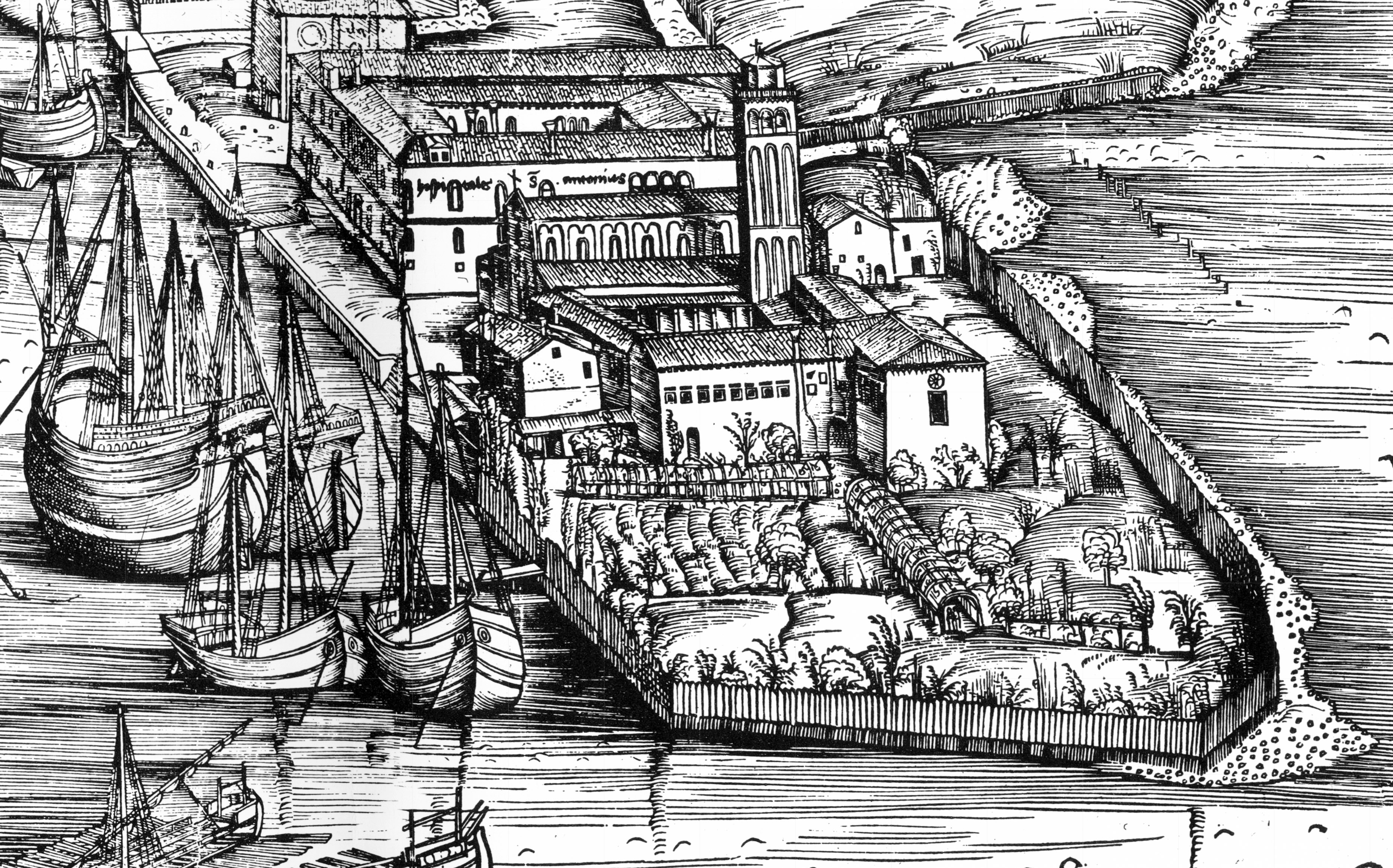
Sant'Antonio di Castello, Venetië

## Na zijn dood
Zijn stoffelijk overschot werd overgebracht van Rome naar de Sint-Antoniuskerk, genoemd Sant’Antonio di Castello in Venetië. Op zijn vraag werd hij niet in de kerk maar in het convent begraven. Hij wilde niet dat er kerkdiensten plaats vonden boven de beenderen van een zondaar, zoals zijn testament vermeldde.
Het hele convent werd afgebroken in 1810 om plaats te maken voor een publieke tuin, de Giardini Napoleontici.